# خونیک (القورات)
خونیک روستایی است کوچک در دهستان القورات از توابع بخش مرکزی شهرستان بیرجند، واقع در استان خراسان جنوبی که بر پایه سرشماری عمومی نفوس و مسکن در سال ۱۳۹۵ جمعیت این روستا ۰ نفر (در ۰ خانوار) بوده‌است.